# Addicted Kru Sound
Addicted Kru Sound (kortweg AKS) is een Belgische band/DJ-groep uit Leuven die een mix van breakbeat, funk, drum 'n bass, dubstep en electro speelt. De band bestaat uit vijf leden en wordt daarnaast vaak bijgestaan door zangeres Lola (Laura Groeseneken). Ook Selah Sue heeft regelmatig met de band opgetreden.
Addicted Kru Sound heeft in opdracht van Jamie Lidell een officiële remix gemaakt en samen met Syndaesia een officiële remix voor  Wu-Tang Clan gemaakt. Daarnaast treedt de band live op en draaien ze DJ-sets. Zo stonden ze op grote festivals als Lowlands, Dour, Pukkelpop, Laundry Day en Tomorrowland.
In april 2011 verscheen hun eerste single Give It Back (uitgegeven onder de naam AKS & Lola door het label Forma.T Records). 30 april 2012 brachten ze via YouTube "Round & Round" uit.

## Discografie

### Ep's
- Out Of Control (21 mei 2012)

### Singles
| Single met hitnotering(en) in de Vlaamse Ultratop 50 | Datum van verschijnen | Datum van binnenkomst | Hoogste positie | Aantal weken | Opmerkingen        |
| ---------------------------------------------------- | --------------------- | --------------------- | --------------- | ------------ | ------------------ |
| Give it back                                         | 11-04-2011            | 16-04-2011            | tip18           | -            | als AKS / met Lola |
| Round & round                                        | 30-04-2012            | 26-05-2012            | tip12           | -            | als AKS            |
| Closer                                               | 20-08-2012            | 01-09-2012            | tip37           | -            | als AKS            |
| Someone else                                         | 16-03-2015            | 28-03-2015            | tip63           | -            | als AKS            |